# Bệnh thần kinh tiểu đường
Bệnh thần kinh tiểu đường đề cập đến các loại tổn thương thần kinh liên quan đến tiểu đường. Các triệu chứng phụ thuộc vào vị trí tổn thương thần kinh và có thể bao gồm thay đổi vận động như yếu cơ; triệu chứng cảm giác như tê, ngứa ran hoặc đau; hoặc thay đổi về các chức năng tự chủ như các triệu chứng tiết niệu. Những thay đổi này được cho là kết quả từ chấn thương vi mạch liên quan đến các mạch máu nhỏ cung cấp dây thần kinh (vasa neurorum). Các tình trạng tương đối phổ biến có thể liên quan đến bệnh lý thần kinh tiểu đường bao gồm bệnh đa dây thần kinh đối xứng ở xa; liệt dây thần kinh sọ thứ ba, thứ tư hoặc thứ sáu ; bệnh thần kinh đơn nhân; bệnh thần kinh đa nhân đơn bội; bệnh teo cơ tiểu đường; và bệnh thần kinh tự chủ.

## Dấu hiệu và triệu chứng

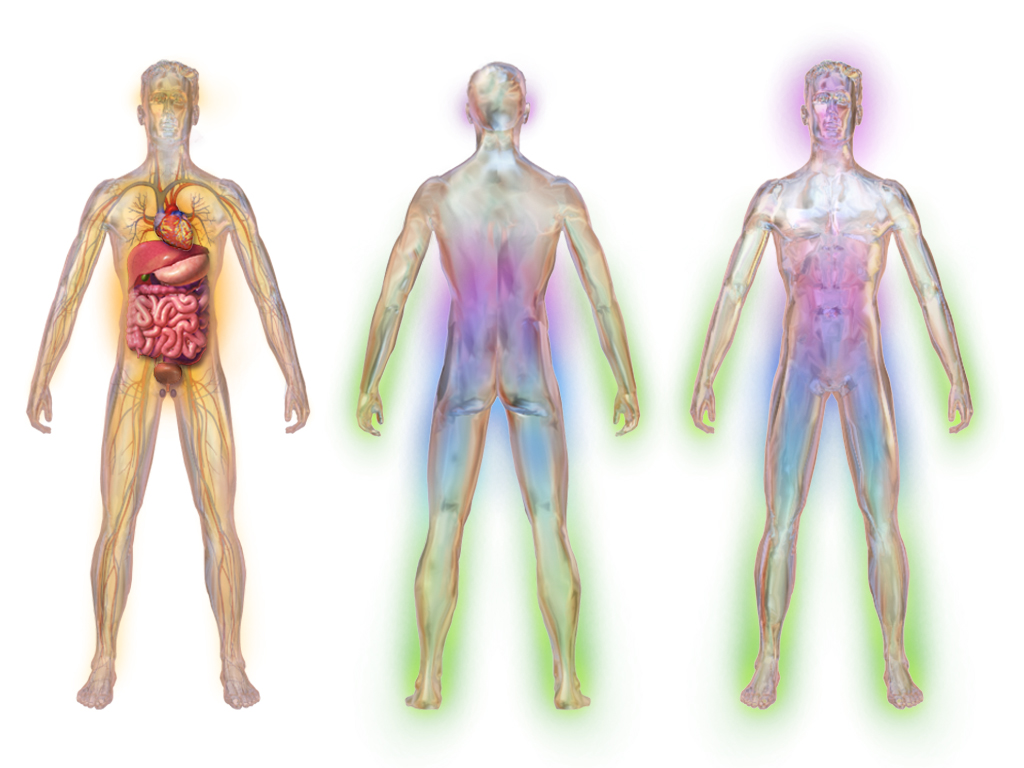
Minh họa mô tả các khu vực bị ảnh hưởng bởi bệnh thần kinh tiểu đường

Bệnh thần kinh tiểu đường có thể ảnh hưởng đến bất kỳ dây thần kinh ngoại biên bao gồm tế bào thần kinh cảm giác, tế bào thần kinh vận động và hệ thống thần kinh tự chủ. Do đó, bệnh thần kinh tiểu đường có khả năng ảnh hưởng đến cơ bản bất kỳ hệ thống cơ quan nào và có thể gây ra một loạt các triệu chứng. Có một số hội chứng riêng biệt dựa trên các hệ thống cơ quan bị ảnh hưởng.

### Bệnh dây thần kinh cảm giác vận động
Các sợi thần kinh dài hơn bị ảnh hưởng ở mức độ lớn hơn các sợi ngắn hơn vì tốc độ dẫn truyền thần kinh bị chậm lại theo tỷ lệ với chiều dài của dây thần kinh. Trong hội chứng này, giảm cảm giác và mất phản xạ xảy ra đầu tiên ở các ngón chân trên mỗi bàn chân, sau đó kéo dài lên trên. Nó thường được mô tả như là một sự phân phối găng tay của tê, mất cảm giác, khó tiêu và đau vào ban đêm. Cơn đau có thể cảm thấy như nóng rát, cảm giác châm chích, đau hoặc âm ỉ. Cảm giác như bị châm kim là phổ biến. Mất cảm giác, ý thức vị trí chi ở trong không gian, bị ảnh hưởng đầu tiên. Những bệnh nhân này không thể cảm thấy khi họ bước trên một vật thể lạ, như một mảnh vỡ, hoặc cảm giác khó chịu khi họ xỏ chân vào một chiếc giày không phù hợp. Do đó, họ có nguy cơ bị loét và nhiễm trùng ở bàn chân và ống chân, điều này có thể dẫn đến việc cắt cụt chi. Tương tự, những bệnh nhân này có thể bị gãy nhiều khớp gối, mắt cá chân hoặc bàn chân và phát triển khớp Charcot. Mất chức năng vận động dẫn đến chứng đau lưng, co rút các ngón chân, mất chức năng cơ xen kẽ dẫn đến co rút các chữ số, được gọi là ngón chân búa. Những cơn co thắt này xảy ra không chỉ ở bàn chân mà còn ở bàn tay nơi mất cơ bắp khiến bàn tay trở nên gày gò trơ khung xương. Việc mất chức năng cơ bắp sẽ diễn ra chậm rãi.